# La linea francese
La linea francese (The French Line) è un film in 3D del 1953 prodotto negli Stati Uniti e diretto da Lloyd Bacon.

## Trama
Mary Carson, proprietaria di un giacimento di petrolio nel Texas, va a Parigi fingendosi modella per trovare l'uomo giusto. Trova Pierre DuQuesne, un attore e cantante con il quale inizia ad esibirsi.

## Produzione
Il film fu prodotto dalla RKO Radio Pictures.

## Distribuzione
Distribuito dalla RKO Radio Pictures, il film fu presentato in prima a St. Louis, Missouri, il 29 dicembre 1953.